# Christophe Landrin
Pour les articles homonymes, voir Landrin.
Christophe Landrin, né le 30 juin 1977 à Roubaix, est un ancien footballeur français qui évolue au poste de milieu de terrain.

## Biographie

### Lille
Christophe Landrin dispute son premier match en D1 le 3 mai 1997 avec le LOSC contre l'Olympique lyonnais. Il est titularisé et les deux équipes se neutralisent (0-0).
Landrin découvre notamment la Ligue des champions avec le LOSC, jouant son premier match le 8 août 2001 contre l'AC Parma. Titulaire ce jour-là, il délivre notamment une passe décisive pour Salaheddine Bassir sur l'ouverture du score de Lille, qui s'impose (0-2 score final).

### Paris SG
En fin de contrat avec le LOSC, son club formateur, le milieu de terrain polyvalent s'engage en 2005 pour trois saisons avec le PSG.

### AS Saint-Étienne
Malgré une saison convaincante dans le club de la capitale, il signe pour 3 ans en faveur de l'AS Saint-Étienne à la suite d'un échange avec David Hellebuyck. Très vite, il est à l'aise avec le maillot des Verts sur les épaules. Il retrouve à l'ASSE son ex-coéquipier lillois Geoffrey Dernis, puis à l'été 2007 un autre ex-Lillois, Efstáthios Tavlarídis. Il marque un but somptueux contre Valenciennes, un retourné de l'entrée de la surface, un des buts de l'année.  
Lors de la saison 2007-2008, alors que Laurent Roussey vient d'être nommé entraîneur de l'ASSE, il devient rapidement indispensable à l'équipe stéphanoise. Il est d'ailleurs considéré par les supporters comme le joueur le plus régulier cette saison-là. Toujours disponible pour les fans et les journalistes, il est apprécié du monde de football mais aussi par les supporters qui se reconnaissent en lui.[réf. nécessaire]

### AC Arles-Avignon
À l'été 2011, il signe un contrat de deux ans avec l'AC Arles-Avignon pour y finir sa carrière. En août 2012, il résilie son contrat.

### Après carrière
Lors de la saison 2012-2013, il joue en amateur à l'Etoile Sportive de Veauche avec l'équipe critérium du club dans laquelle évoluent Cyrille Audouard et Laurent Batlles. Il est entrainé notamment par Jacques Caty. 
En 2013-2014, il entraine l'équipe U17 de l'ES Veauche au côté de Serge Moulin et passe ses diplômes d'entraîneur à Castelmaurou, près de Toulouse.  
Le samedi 11 avril 2015, il a parrainé le 1er tournoi Civique et Éducatif de Floure, dans l'Aude. Il s'agit d'un tournoi avec les règles de futsal, mais les équipes qui ne jouent pas travaillent sur des ateliers du PEF, programme éducatif fédéral lancé par la FFF. Six thèmes seront abordés la santé, l'engagement citoyen, l'environnement, le fair-play, les règles du jeu et arbitrage ainsi que la culture foot. Christophe Landrin a joué avec l'ensemble des 30 équipes présentes et les 1 200 spectateurs de cet événement ont été unanime quant à la disponibilité et la gentillesse de l'ex-stéphanois.   

## Vie personnelle
Christophe Landrin est le frère de Sébastien Landrin, joueur de rink hockey et pilier de la sélection nationale.

## Carrière
| Saison      | Club             | Pays   | Championnat | Championnat | Championnat | Championnat  | Championnat  | Europe | Europe | Europe |
| Saison      | Club             | Pays   | Division    | Matchs      | Buts        | Carton jaune | Carton rouge | Coupe  | Matchs | Buts   |
| ----------- | ---------------- | ------ | ----------- | ----------- | ----------- | ------------ | ------------ | ------ | ------ | ------ |
| 1996 - 1997 | Lille OSC        | France | Ligue 1     | 2           | 0           | ?            | ?            | /      | -      | -      |
| 1997 - 1998 | Lille OSC        | France | Ligue 2     | 18          | 1           | ?            | ?            | /      | -      | -      |
| 1998 - 1999 | Lille OSC        | France | Ligue 2     | 13          | 1           | ?            | ?            | /      | -      | -      |
| 1999 - 2000 | Lille OSC        | France | Ligue 2     | 25          | 4           | ?            | ?            | /      | -      | -      |
| 2000 - 2001 | Lille OSC        | France | Ligue 1     | 22          | 2           | ?            | ?            | /      | -      | -      |
| 2001 - 2002 | Lille OSC        | France | Ligue 1     | 16          | 1           | ?            | ?            | C1+C3  | 5+2    | 1+0    |
| 2002 - 2003 | Lille OSC        | France | Ligue 1     | 33          | 5           | ?            | ?            | IT     | 5      | 0      |
| 2003 - 2004 | Lille OSC        | France | Ligue 1     | 19          | 0           | ?            | ?            | /      | -      | -      |
| 2004 - 2005 | Lille OSC        | France | Ligue 1     | 29          | 2           | ?            | ?            | IT+C3  | 6+7    | 1+1    |
| 2005 - 2006 | Paris SG         | France | Ligue 1     | 26          | 2           | ?            | ?            | /      | -      | -      |
| 2006 - 2007 | AS Saint-Étienne | France | Ligue 1     | 31          | 1           | 2            | 0            | /      | -      | -      |
| 2007 - 2008 | AS Saint-Étienne | France | Ligue 1     | 35          | 3           | ?            | ?            | /      | -      | -      |
| 2008 - 2009 | AS Saint-Étienne | France | Ligue 1     | 17          | 0           | ?            | ?            | C3     | 2      | 0      |
| 2009 - 2010 | AS Saint-Étienne | France | Ligue 1     | 18          | 1           | ?            | ?            | /      | -      | -      |
| 2010 - 2011 | AS Saint-Étienne | France | Ligue 1     | 20          | 1           | 4            | 0            | /      | -      | -      |
| 2011 - 2012 | AC Arles-Avignon | France | Ligue 2     | 14          | 0           | 3            | 0            | -      | -      | -      |

## Palmarès
- Vainqueur de la Coupe de France 2006 avec le PSG
- Vainqueur de la Coupe Intertoto 2004 avec le LOSC
- Vice-champion de L1 en 2005 avec le LOSC
- Finaliste de la Coupe Intertoto 2002 avec le LOSC
- Champion de D2 en 2000 avec le LOSC